# Củ nần
Củ nần hay củ nừng, củ nê, dây nần hay củ mài trắng (danh pháp hai phần: Dioscorea hispida) là loài thực vật thuộc chi Củ nâu trong họ Củ nâu (Dioscoreaceae). Đây là loài cây dây leo, phân bố từ Ấn Độ đến Đông Nam Á, nam Trung Hoa.

## Công dụng
Rễ củ chứa nhiều hạt tinh bột, ăn được nhưng phải cắt nhỏ và rửa đi rửa lại rất nhiều lần. Nước rửa củ nần rất độc. Củ nần là một vị thuốc trong đông y. Củ giã đắp trị nhọt độc, sâu quảng, đòn ngã bị thương, nước sắc của thân rễ để uống làm thuốc lợi tiểu hay thấp khớp mạn tính. Ở Campuchia, người ta sử dụng củ ăn sống kịp thời ngay sau lúc bị rắn hổ mang cắn để ngăn ngừa những biến chứng gây rối loạn trong cơ thể. Ở nhiều vùng của Philippin, Củ nần còn được dùng chữa dịch hạch, phong thấp cấp tính .

## Hình ảnh

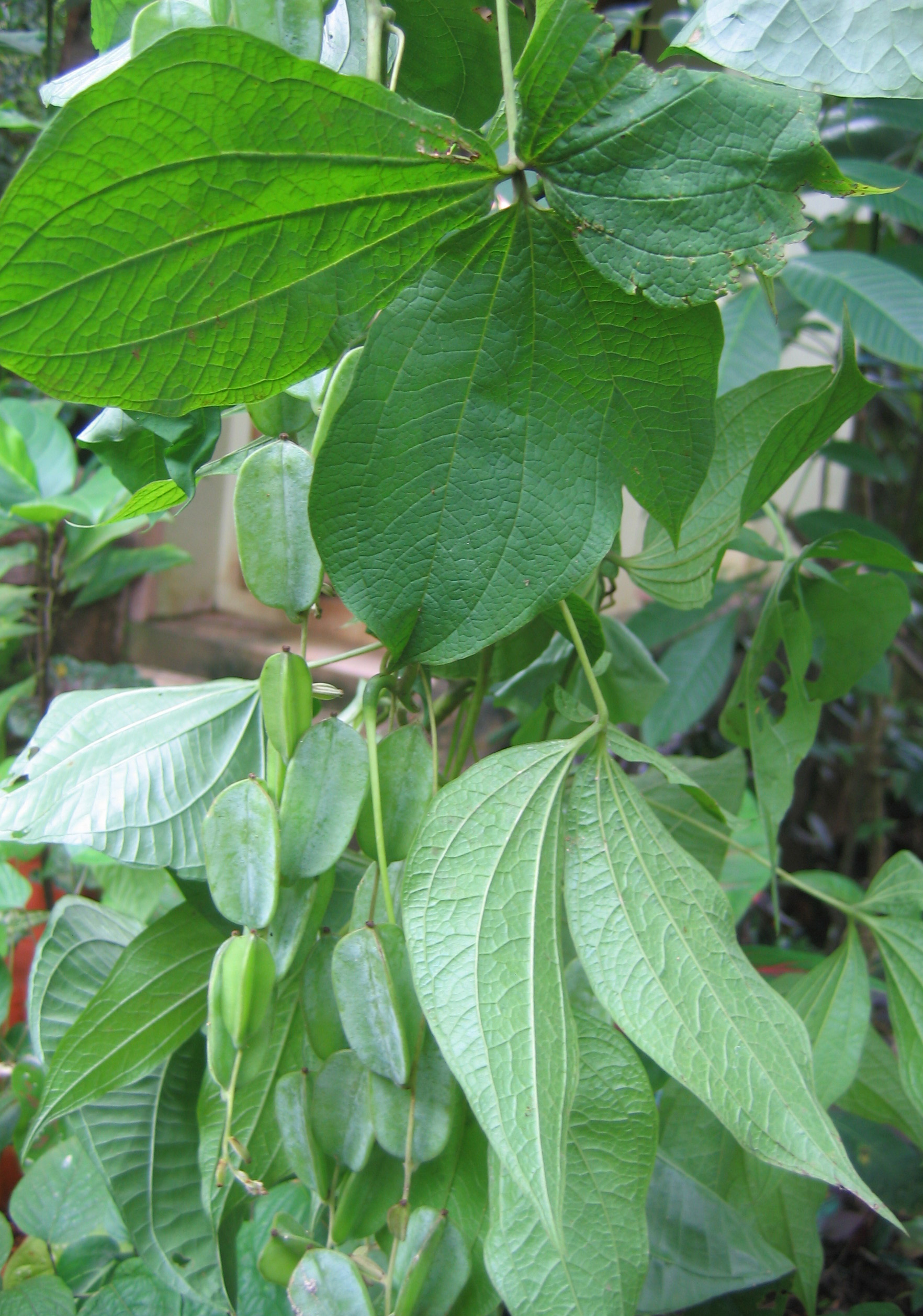
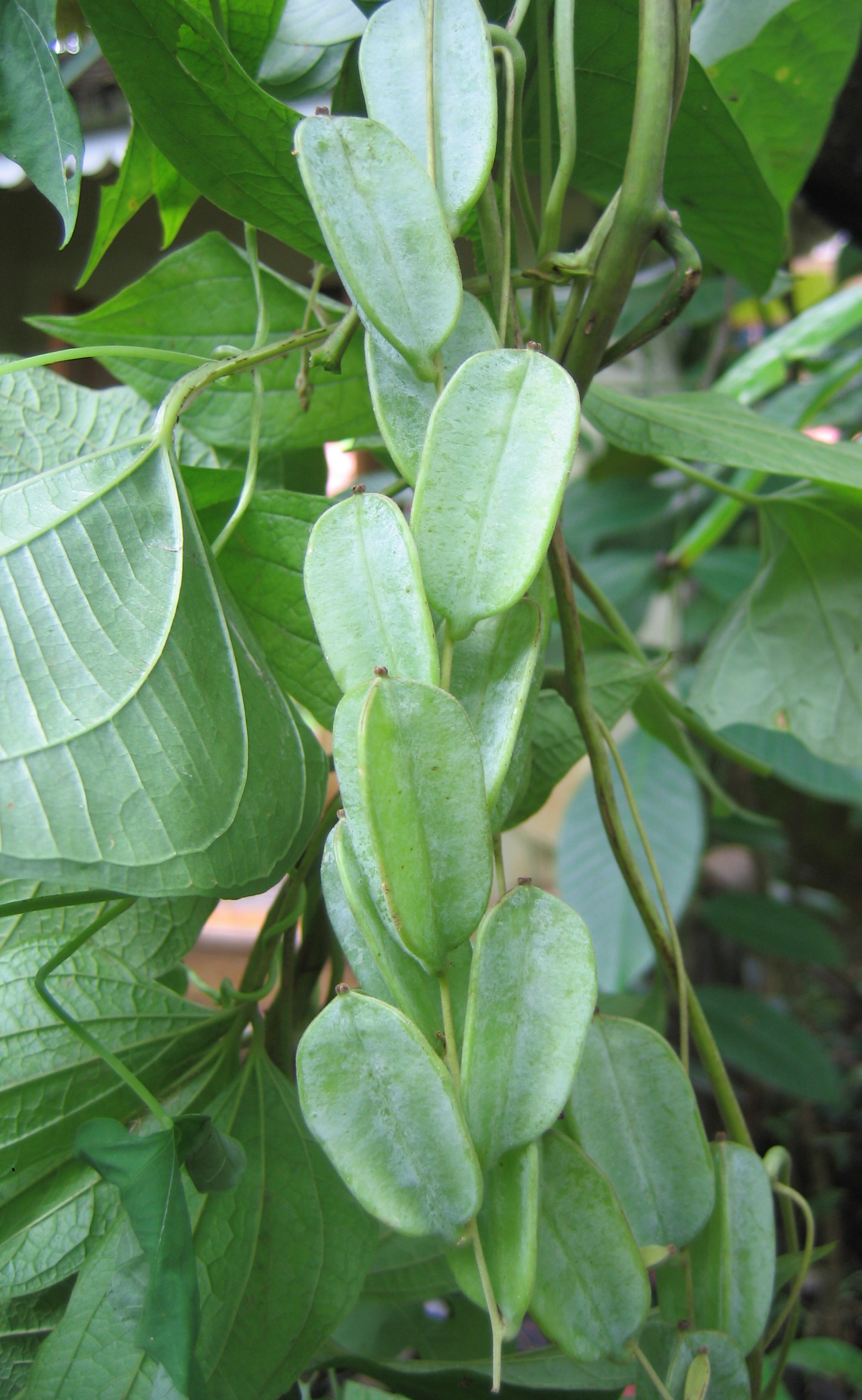
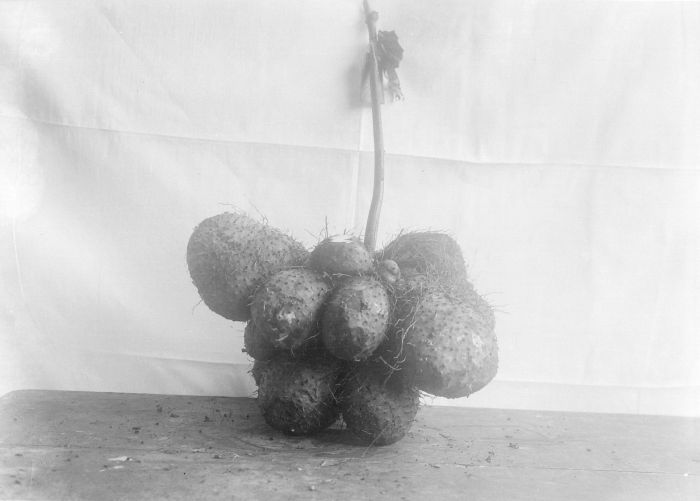